# Weingut Keller
Das Weingut Klaus Peter Keller in Flörsheim-Dalsheim ist ein Weingut im deutschen Weinbaugebiet Rheinhessen. Der Inhaber Klaus Peter Keller ist auch als Kellermeister tätig.

## Geschichte

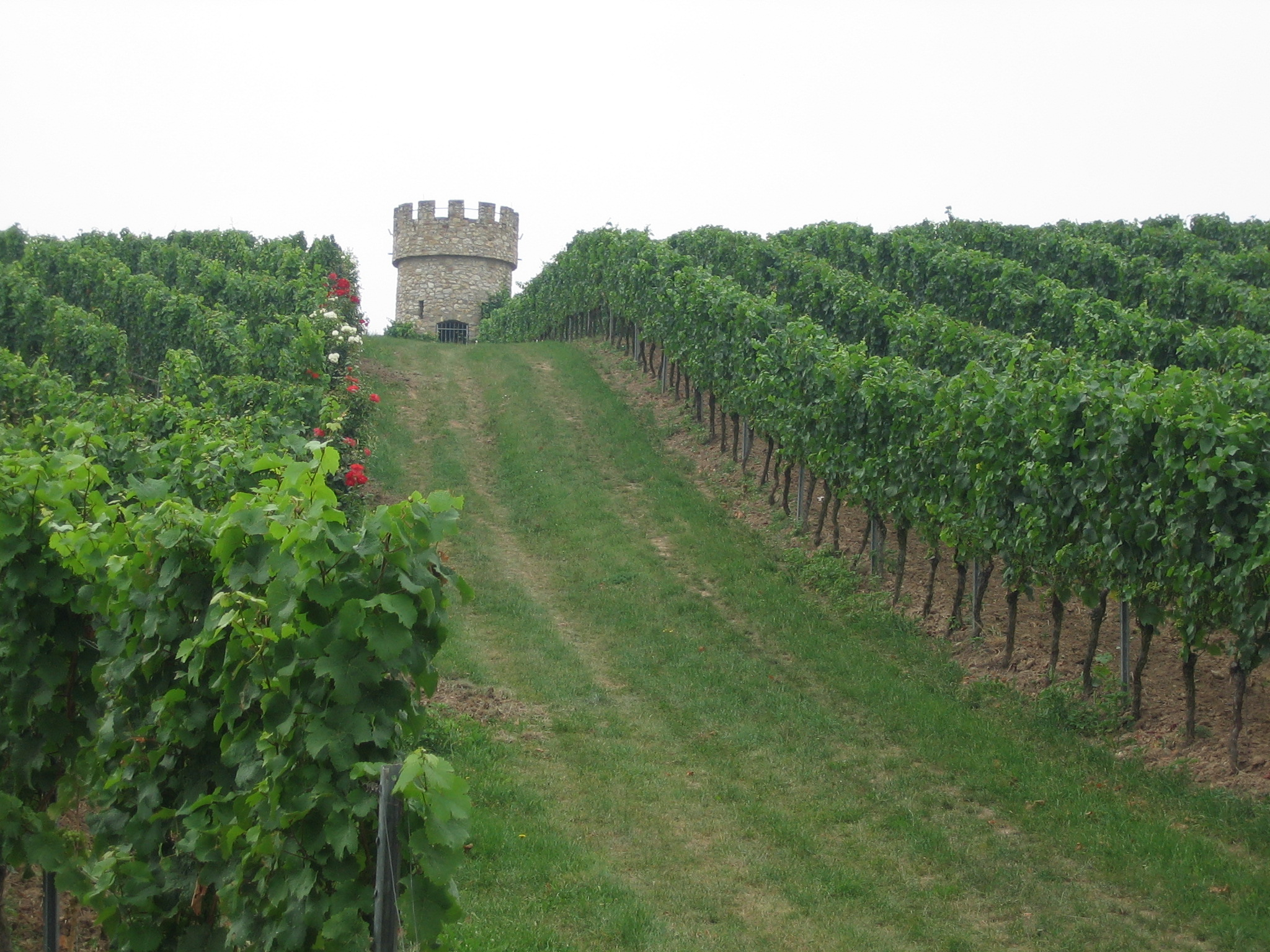
Natursteinturm im Hubacker, der zum Andenken an Hedwig Keller aus den Kalksteinen der Lage und der Region erbaut wurde.

Ende des 18. Jahrhunderts floh Johann Leonhard Keller vor den Unruhen der Französischen Revolution aus der Schweiz und ließ sich in Dalsheim nieder. Die guten Beziehungen zum Klerus ermöglichten ihm 1789 den Erwerb des zuvor in Stiftsbesitz befindlichen Dalsheimer Oberen Hubackers, der seitdem im Alleinbesitz der Kellers ist.
Die aktuellen Rieslingreben dieser Lage wurden zwischen 1972 und 1985 angepflanzt. Mit dem Jahrgang 2000 übernahm Klaus Peter Keller von seinem Vater, Klaus Keller, hauptverantwortlich die Weinbergs- und Kellerarbeit des rheinhessischen Traditionsgutes. Zuvor absolvierte er sein Studium an der FH Geisenheim und arbeitete in Südafrika sowie im Burgund.

## Lagen
Die VDP-klassifizierten Lagen des Weinguts sind Dalsheimer Hubacker, Westhofener Kirchspiel, Westhofener Brunnenhäuschen (mit der Gewann Abtserde als Filetstück), Westhofener Morstein, Dalsheimer Bürgel, Frauenberg, Pettenthal (Roter Hang) und Hipping (Roter Hang, seit 2011).

## Auszeichnungen
Das Weingut ist Mitglied im Verband Deutscher Prädikatsweingüter (VDP).
- 2011 Westhofen Brunnenhäuschen AbtsE Riesling Großes Gewächs: Bester trockener Riesling 2009 Gault Millau
- 2010 G-Max: Bester trockener Wein des Jahrgangs 2010 John Gilman
- 2008 Weingut Keller *****-outstanding Robert Parker
- 2007 Kollektion des Jahres bei Wein-Plus
- 2007 Westhofen Kirchspiel Riesling trocken Großes Gewächs: Sieger im großen weltweiten Weisswein-Vergleich Vinum
- Weingut des Jahres 2006 – beste Weißweinkollektion – einziger trockener Spitzenriesling mit 100 Punkten Gerhard Eichelmann
- 2005 Beste trockene Weissweinkollektion des Jahrgangs 2005 Gerhard Eichelmann
- 2005 Kollektion des Jahres im Gault Millau
- 2004 Kollektion des Jahres im Gault Millau